# Selenicereus atropilosus
Selenicereus atropilosus ist eine Pflanzenart in der Gattung Selenicereus aus der Familie der Kakteengewächse (Cactaceae). Das Artepitheton atropilosus leitet sich von den lateinischen Worten ater für ‚schwarz‘ sowie pilosus für ‚haarig‘ ab und verweist auf die von dunklen Haaren bedeckte Blütenbasis.

## Beschreibung
Selenicereus atropilosus wächst ausgebreitet bis kletternd mit reich verzweigten Trieben. Die steifen, grünen und glatten Triebe sind bis zu 3 Meter (und mehr) lang und weisen Durchmesser von 1,5 bis 4 Zentimetern auf. Ihre 4 (selten 3 bis 6) gezähnt bis gekerbten Rippen besitzen unterhalb der mit weißlicher Wolle und Dornen besetzten Areolen je einen auffälligen Gewebehöcker. Die weißlich bis schwärzlichen Dornen gibt es in zwei unterschiedlichen Formen: 1 bis 3 schwache, verdrehte, 1 bis 4 Millimeter lange und 1 bis 3 dicke, spitz zulaufende, 1 bis 6 Millimeter lange.
Die trichterförmigen, gelblichen oder grünlich cremefarbenen bis cremefarbenen Blüten erscheinen in der Nähe der Triebspitzen. Sie sind bis 12 Zentimeter lang und erreichen Durchmesser von 9 bis 11 Zentimeter. Die roten bis purpurfarbenen, fast kugelförmigen bis länglichen Früchte sind kaum gehöckert, glänzen und sind 5 bis 6 Zentimeter lang.

## Verbreitung, Systematik und Gefährdung
Selenicereus atropilosus ist in den mexikanischen Bundesstaaten Colima und Jalisco in Höhenlagen von 870 bis 1070 Metern verbreitet.
Die Erstbeschreibung wurde 1978 von Myron William Kimnach veröffentlicht.
In der Roten Liste gefährdeter Arten der IUCN wird die Art als „Endangered (EN)“, d. h. als stark gefährdet geführt.

## Nachweise